# 쌀밥

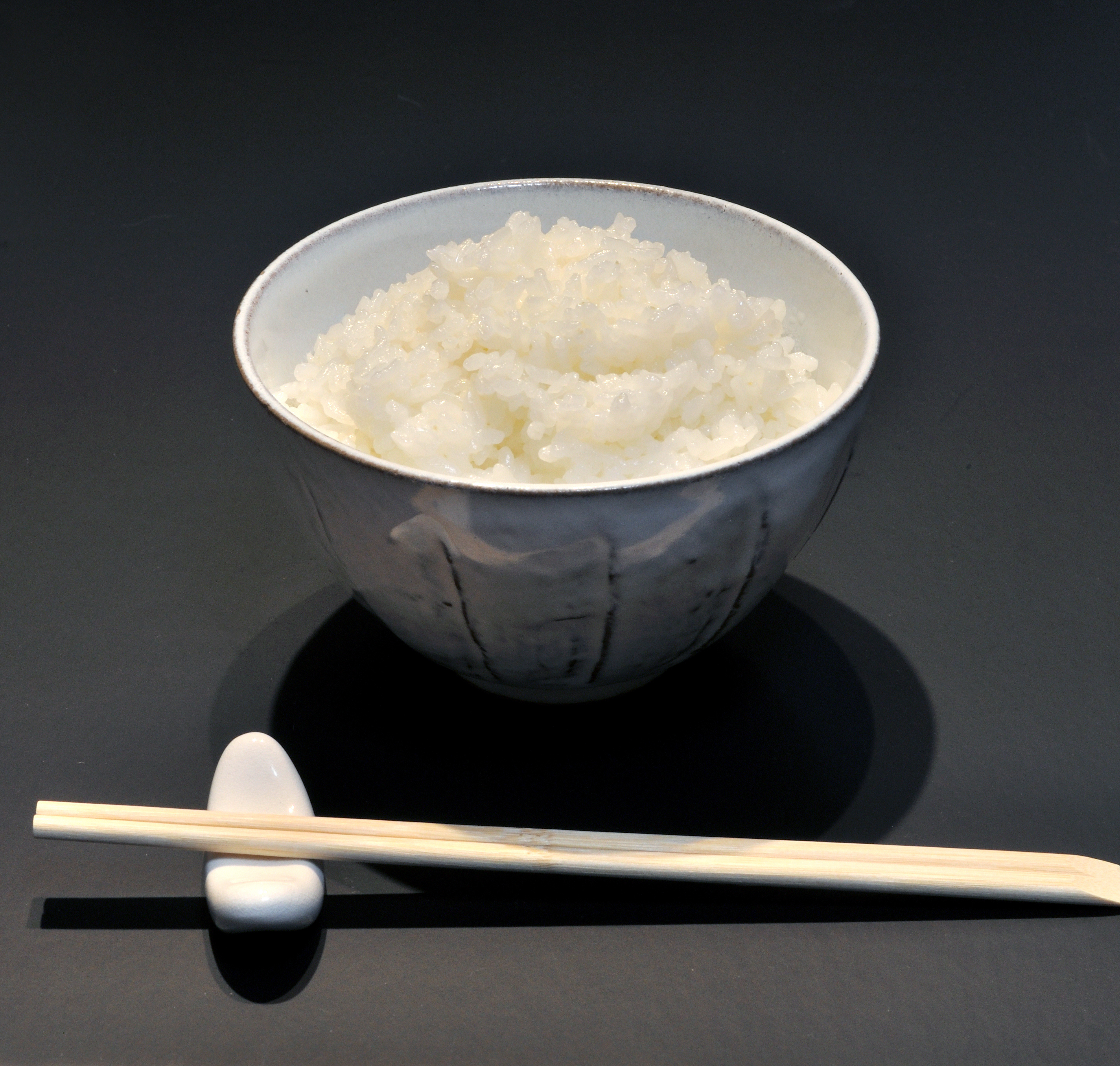
쌀밥

쌀밥(문화어: 이밥)은 쌀로 지은 밥이다. 열량은 1인분 기준으로 300킬로칼로리(356 킬로줄)이다. 멥쌀로 지은 멥쌀밥 찹쌀로 지은 찰밥이 있다.
쌀밥은 다양한 볶음밥 요리(예: 차오판, 카오팟), 밥요리(예: 비빔밥, 차즈케, 카레라이스, 달밧, 돈부리, 로코모코, 판타밧, 콩밥), 죽, 주먹밥/롤(예: 김밥, 오니기리, 스시, 종지), 떡 및 디저트(예: 떡, 약식)의 베이스로 사용된다.
쌀밥은 아시아뿐만 아니라 전 세계의 주식이며, 세계에서 가장 많이 소비되는 식품으로 꼽힌다. 미국 농무부는 쌀을 곡물 식품군의 일부로 분류한다. 영양학적으로, 조리된 찐 백미 200g은 여성과 남성의 일일 곡물 권장량인 170g(6 및 7oz)에 대해 각각 60g(2oz)을 제공하며 아연, 망간과 같은 미량 영양소의 좋은 공급원으로 간주된다.

## 조리
- 볶음밥
  - 아로스 차우파
  - 볶음밥 (한국 음식)
    - 김치볶음밥

  - 차한
    - 오므라이스

  - 차오판
    - 푸젠 차오판
    - 양저우 차오판

  - 위안양차오판
  - 나시 고렝
  - 오믈렛
  - 카오 팟
    - 카오 팟 아메리깐
- 그릇에 담겨 나오는 밥
  - 비빔밥
    - 회덮밥

  - 차즈케
  - 달 바트
  - 돈부리
    - 주카돈
    - 규동
    - 가츠동
    - 오야코동
    - 우나돈
    - 뎃카돈

  - 하이난 닭고기밥
  - 로코모코
  - 쌀밥과 콩
  - 커리 밥
  - 툼픙
- 죽
- 볼 및 롤
  - 김밥
  - 주먹밥
  - 오니기리
  - 라이스볼 샐러드
    - 냄 카우

  - 스시
    - 캘리포니아 롤
- 떡 및 후식
  - 모찌
  - 약식
  - 엿

## 음료
- 술 음료
  - 아마자케
  - 아와모리
  - 청주 (술)
    - 법주

  - 단술
  - 황주 (술)
    - 사오싱주

  - 막걸리
  - 사케
  - 쇼추 (술)
  - 한국의 소주
- 술이 아닌 음료
  - 식혜

## 권장하지 않는 사람, 체질
- 비만인 사람
- 당뇨에 걸린 사람
- 고혈압에 시달리는 사람

## 같이 보기
- 노란밥
- 밥 (한국 음식)
- 잡곡밥
- 투원 신카파